# Medelnicer
Medelnicerul este un dregător în Evul Mediu în Principatul Moldovei și Țara Românească. Era boierul care îi turna apă domnului pentru a-și spăla mâinile, punea sarea în mâncare și îi servea masa. În secolul al XVI-lea marele medelnicer era membru al Sfatului domnesc. Originea cuvântului este medelniță, un lighean de apă în care se spălau mâinile. 